# Creampie

Disegno che rappresenta lo sperma che esce dall'orifizio anale della donna dopo il rapporto anale

Creampie è un termine dello slang inglese (letteralmente: torta alla crema o "torta alla panna") usato soprattutto in pornografia per indicare che un uomo eiacula all'interno della vagina della sua partner o nell'ano del partner. In quest'ultimo caso si usa più propriamente il termine anal creampie.

## Creampiee pornografia

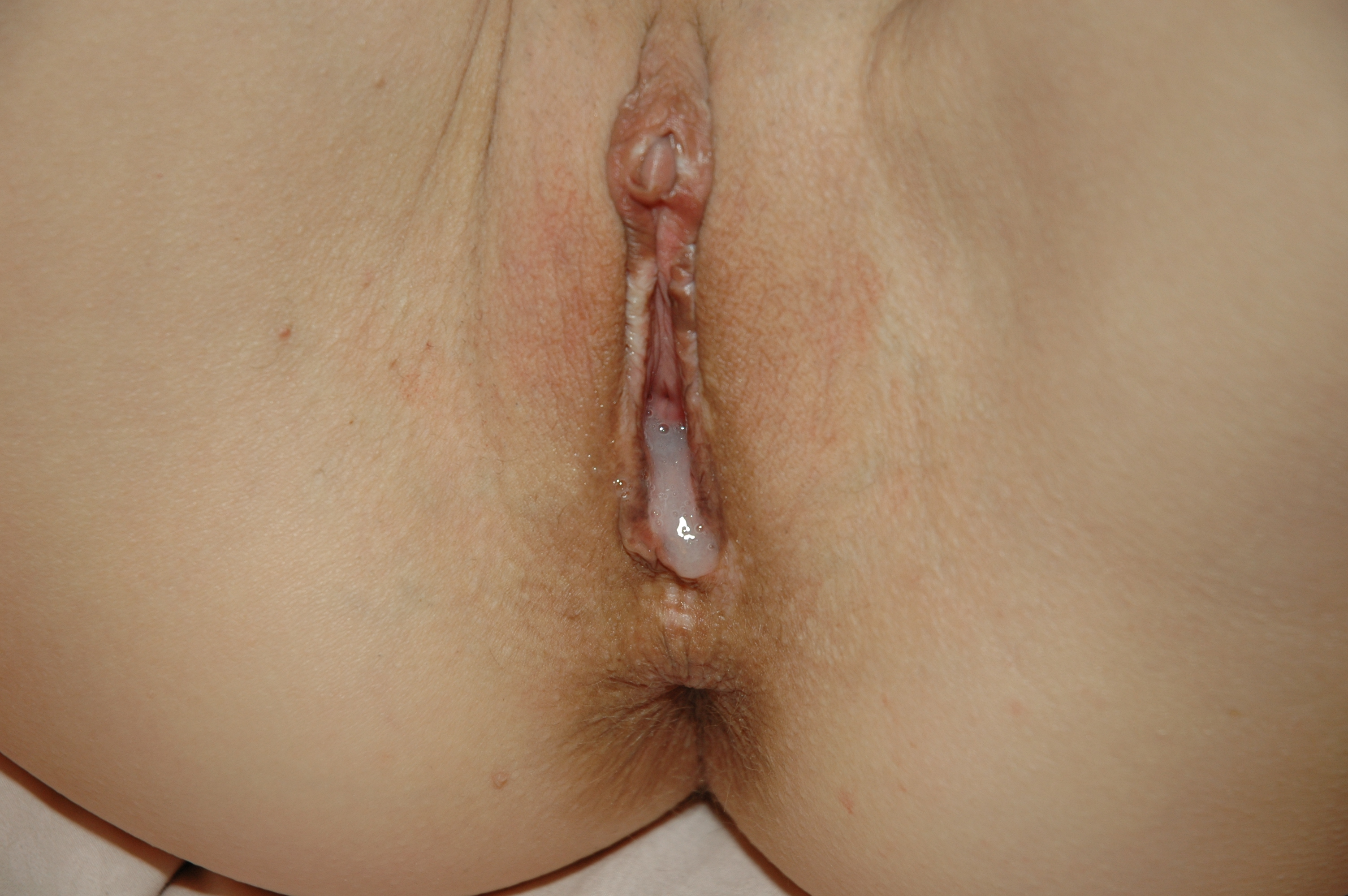
Esempio di creampie

L'uso della parola creampie nel titolo o nella confezione del supporto dei film pornografici, specialmente statunitensi, ha probabilmente solo una funzione pubblicitaria. Una scena creampie presenta generalmente poche differenze rispetto a una scena non creampie: il pene del protagonista rimane dentro la vagina o l'ano del o della partner nel momento dell'eiaculazione e, subito dopo l'orgasmo, quando l'attore rimuove il suo pene, solitamente il cameraman effettua un primo piano della vagina o dell'ano per filmare la fuoriuscita dello sperma (per evidenziare che l'attore non stava simulando il rapporto). Viene erroneamente definito creampie l'atto dell'estrarre in parte il pene subito prima dell'eiaculazione, che deposita parte dello sperma vicino all'apertura dell'orifizio ma in realtà, in questo caso, la scena non può considerarsi appartenente al genere in quanto l'eiaculazione avviene comunque all'esterno e non all'interno, come dovrebbe essere.

## Variazioni delcreampie

### Creampie eating
Il creampie eating è una pratica sessuale che consiste nel bere lo sperma che fuoriesce dall'ano o dalla vagina del partner.
Solitamente in questa pratica figurano diversi "ruoli": due "padroni (un uomo e una donna o due uomini) e una "schiava", o schiavo, che riceve lo sperma dal pene dell'uomo (con maggior frequenza nell'ano). L'uomo, dopo l'eiaculazione, estrae il pene dall'orifizio dello "schiavo", mentre il "padrone" avvicina la bocca all'orifizio e attende che lo sperma fuoriesca.
Una variante è quella in cui i due "padroni" (uomo e donna o due uomini) copulano sopra la faccia di uno "schiavo" o di una "schiava", che ha il compito di leccarli. Quando i due raggiungono l'orgasmo, rimangono seduti sulla faccia dello "schiavo" o della "schiava", che li "pulisce" con la bocca, ingoiando lo sperma e i fluidi vaginali che fuoriescono.

### Chocolate creampie
Il chocolate creampie è una pratica sessuale che consiste nell'eiaculare nell'ano del partner, in modo da mettere lo sperma a contatto con le feci: lo sperma subisce un cambiamento di colore (oltre che di sapore), che simula l'aspetto della crema al cioccolato. Il chocolate creampie è una forma di feticismo: vi sono video e film specificamente dedicati.

### Creampie gang bang
Il creampie gang bang è una pratica sessuale che consiste nell'eiaculazione in successione di più uomini nell'ano o nella vagina di un partner. Gli uomini si masturbano in presenza del partner, che attende passivamente di ricevere lo sperma. Il numero dei partecipanti può variare da un minimo di 4 a numeri molto elevati.
Si parla invece di felching quando lo sperma viene succhiato da un'altra persona.

### Gloryhole creampie
Solitamente il gloryhole prevede il sesso orale, ma se durante tale pratica avviene un'eiaculazione interna nell'ano o nella vagina si parla di gloryhole creampie.

### Cum on pussy/anus
È una via di mezzo tra un creampie e un cumshot.
Nel momento dell'eiaculazione, il pene viene estratto e l'uomo eiacula sulla vagina o sull'ano del partner. Lo sperma può eventualmente essere indirizzato verso la vagina attraverso la masturbazione (white fingering: dita unte di sperma), il pene madido di sperma, l'utilizzo di imbuti, tubi, siringhe senz'ago o speculum.

## Film hard famosi con tema ilcreampie
5 Guy Cream Pie (Una torta alla crema da 5) e 50 Guy Cream Pie (Una torta alla crema da 50), girati in Germania, sono stati i film pionieri di questa pratica.